# Liste der Adelsgeschlechter namens Hoffmann
Dies ist eine Liste von Adelsgeschlechtern und Nobilitierungen mit Namen Hoffmann oder Hofmann. Da häufig beide Schreibweisen in den Familien historisch vorkommen ist eine strikte Trennung nur sehr eingeschränkt möglich. Das aktuelle Adelslexikon für den ehemaligen deutschen Hoheits- und Siedlungsraum nennt noch neun adlige Familien Hoffmann, sowie 16 adlige Familien Hofmann.

## Familien

### Hoffmann
- Hoffmann, böhmischer Adelstand 1525 für Andreas Hoffmann, 1574 und 1577 Erneuerungsdiplome[3]
- Hoffmann, böhmischer Herrenstand 1540 und böhmischer Grafenstand 1712, erloschen 1730[4]
- Hoffmann von Libenthal, Adelstand 1556 für Paul Hoffmann[5]
- Hoffmann von Münchhof, Adelstand 1580 für Christof Hoffmann[5]
- Hoffmann von Hoffmannswaldau, erbländisch-österreichischer Adelsstand Hoffmann 1612, Reichsadelsbestätigung von Hoffmannswaldau 1629 für Johannes Hoffmann (1575–1652), Kammersekretär in Breslau[6][7][8][9]
- Hoffmann von Liboš, Adelstand 1612 für Melchior Hoffmann[5]
- Hoffmann von Hoffe auch Hoffmann van Hove, Reichsadelstand 1630 für Dr. Martin Hofmann, Syndikus zu Glogau[5][7]
- Hoffmann von Greifenpfeil, Reichsadelstand 1655 von Greifenpfeil für Melchior Hoffmann; kurbrandenburgische Adelsbestätigung 1685 für Cölestin Hoffmann von Greiffenpfeil, kurbrandenburgischer Rat und Bürgermeister von Frankfurt/Oder; Reichsfreiherrnstand 1699 für den Selben; 1775 erloschen[10]
- Hoffmann von Lichtenstern, böhmischer Ritterstand 1676 und Freiherrnstand 1693 für Johann Sigismund Hoffmann, Landeshauptmann der Grafschaft Glatz[11][5]
- Hoffmann, Reichsadelstand 1684 für Johann Balthasar Hoffmann; Reichsritterstand (Edler) 1789 für Ferdinand Bernhard Hoffmann, Geheimer Rat und Kanzler des Grafen zu Lippe-Detmold[12]
- Hoffmann von Hochersperg, böhmischer Ritterstand 1685 für Johann Georg Hoffmann[11]
- Hoffmann zu Köcherberg, oder Hoffmann zu Kochersberg, böhmischer Ritterstand 1685 zu Kochersberg für Johann Georg Hoffmann, k. k. Oberstleutnant und Generaladjutant; böhmischer Freiherrnstand 1695 für Denselben[11][13][5]
- Hoffmann, österreichischer Ritterstand 1704 von Hoffmann für Gottfried Dvoransky, Regierungskanzler und Stereuramtsdirektor der freien Standesherrschaft Ples[5]
- Hoffmann auch Hoffmann von Löwenfeld, Reichsadelstand 1707 von Löwenfels bzw. von Löwenfeld[14] für Hartmann Samuel Hoffmann (1653–1709), Oberst und Kommandant von Landau;[15][16] Reichsadelstand 1761 für Friedrich Christian Hoffmann, hessischer Oberst und Quartiermeister des Oberrheinischen Reichskreises[14]
- Hoffmann von Rumerstein, Reichsadelsstand 1712 für Peter Hoffmann, oberösterreichischer Hofkammerrat[4][17][18][19][20][15]
- Hoffmann, Adelstand 1752 für Mathias Godar, Hofmeister der Kirchbergischen Stiftung in Wien[21]
- Hoffmann, preußischer Adelstand 1752 für Johann Jacob Hoffmann, Hofrat und Besitzer von Angerapp; 1759 erloschen[22]
- Hoffmann auch Hoffmann von Hoffmannsegg, Reichsadelsstand Hoffmann 1742,[4] Grafenstand von Hoffmansegg 1778 für Johann Albericus von Hoffmann, kursächsischer Geheimrat[23][24]
- Hoffmann, preußischer Adelsstand 1770 für Johann Gottlob Hoffmann, preußischer Stabsrittmeister;[11] preußischer Adelstand 1795 Sandes von Hoffmann für seinen Adoptivsohn Johann Leopold Sandes († 1797), preußischer Rittmeister; 1797 im Mannesstamm erloschen; preußischer Adelstand 1865 Sandes von Hoffmann für dessen Enkel Nicolaus Leopold Ferdinand Gustav von Herzog, preußischer Leutnant[25]
- Hoffmann W. Kotwica, Eintrag in die galizischen Adelsmatrikel 1782; polnischer Adelstand 1790 für Franz Hoffmann und Johann Hoffmann[26]
- Hoffmann, preußischer Adelsstand 1786 für Carl Christoph Hoffmann, Kanzler der Universität Halle[27][11][28]
- Hoffmann, Reichsadelsstand 1790 für Polycarp Gottlieb Hoffmann (1757–1834)[29], kursächsischer Premierleutnant[4]
- Hoffmann von Altenfels, Reichsadelsstand 1790 von Altenfels für Carl Gotthelf Hofmann, kursächsischer Sousleutnant[16][30][16]
- Hoffmann, ungarischer Adelsbrief 1791 für Michael Constantin Hoffmann[31]
- Hoffmann, ungarischer Adelsbrief 1797 für Georg Hoffmann[31]
- Hoffmann von Hoffmannsberg, erbländisch-österreichischer Ritterstand 1798 für Carl Hoffmann, böhmischer Appellationsgerichtsrat[4][5][32]
- Hoffmann, preußischer Adelsstand 1798[3] für NN Hoffmann, Erbherr auf Schossdorf, Kreis Löwenberg[33]
- Hoffmann, 1816 von Hoffengg für Joseph Hoffmann († 1820), Feldmarschall-Leutnant[15]
- Hoffmann von Mondsfeld, österreichischer Ritterstand 1808[34] bzw. erbländisch-österreichischer Adelsstand 1809[16] von Mondsfeld für Friedrich Hoffmann, k. k. Hauptmann[5]
- Hoffmann von Waldau, sächsischer Adelstand 1822 für Carl Heinrich Hoffmann, Kreisamtsaktuar in Meißen[4][35][36][37]
- Hoffmann W. Grzymala, preußischer Adelsstand 1830 für Johann Ludwig Wilhelm von Hoffmann, preußischer Hauptmann[3][38]
- Hoffmann, sächsisch-altenburgischer Adel- und Freiherrnstand 1841 für Ludwig Ferdinand Hoffmann, sächsisch-altenburgischer Geheimer Finanzrat[39][40]
- Hoffmann, Freiherrstand um 1845 für Ludwig Ferdinand Hoffmann, sachsen-altenburgischer Finanzrat und Bankier[41]
- Hoffmann von Mamaor, österreichischer Ritterstand 1851 für Richard Hoffmann (* 1818)[42][5]
- Hoffmann von Wendheim, erbländischen Adelstand 1852 als Edler von Wendheim für Generalmajor Philipp Hoffmann (1798–1875)[43][44][5]
- Hoffmann von Vestenhof, k. k. Ritterstand zwischen 1864 für Dr. Franz Joseph Carl Bernhard Hoffmann[35][45]
- Hoffmann, österreichischer Adelstand 1874 Edler von für Anton Hoffmann, k. k. Hauptmann[46]
- Hoffmann-Lamatsch von Waffenstein oder Lamatsch und Hoffmann, Edle von Waffenstein, österreichischer Adelsstand 1874 für Ferdinand Hoffmann, k. k. Rittmeister a. D.[47][5]
- Hoffmann, preußischer Adelsstand 1883 für Franz Otto Theodor Hoffmann, Wirklicher Geheimer Rat[48][49]
- Hoffmann, preußischer Adelstand 1889 für Arthur Karl Heinrich Gustav Hoffmann, preußischer Major; mit ihm erloschen[50]
- Hoffmann, preußischer Adelsstand 1901 für Jacques Olivier Hoffmann (1843–1909), preußischer Generalleutnant[51]
- Hoffmann, österreichischer Adelstand 1916 für Georg Hoffmann († 1914), k. k. Oberstleutnant, dessen Witwe und Kinder[52]

### Hofmann
- Hofmann zu Grünbühel, urkundlich seit 1407; Freiherrnstand 1535 für das Gesamtgeschlecht; 1730 im Mannesstamm erloschen[53][54]
- Hofmann zu Schlüsselberg, kaiserliches Lehen 1533 über die Herrschaft Schlüsselberg für Hanns Hofmann[55][5]
- Hofmann, Adelsbrief 1588 für David Hofmann, brandenburgischer Hofrat; Reichsadelsstand 1790 Edle von für Christoph Adam Hofmann, kurpfälzischer Hofrat und Landgerichtsschreiber auf Burg Lengenfeld[56][16][57]
- Hofmann, rittermäßiger Reichsadelstand Adelstand 1600 für Dr. Andreas Hofmann, Domherr und Weihbischof in Passau und dessen Vetter Johann Hofmann[58]
- Hofmann von Zeidler meist Zeidler genannt Hofmann, Reichsadelstand 1603 für die Brüder Peter, Joachim, Johann und Hennig Zeidler genannt Hofmann[5]
- Hofmann von Eydlitz, rittermäßiger Adelstand 1614 für Johann Baptist Hofmann, kaiserlicher Zeugszahlmeister; 1739 im Mannesstamm erloschen[53][59]
- Hofmann, Ritterstand 1628 für Friedrich Jetrich Hofmann[5]
- Hofmann, ungarischer Adelsbrief 1659 für Ludwig Hofmann; im 18. Jahrhundert erloschen[31]
- Hofmann, Adelstand 1662 für Christian Hofmann; Ritterstand 1729 für Johann Josef von Hofmann[5]
- Hofmann von Thunau, Reichsadelsstand 1687 von Thunau für die Brüder Hans Seyfried Hofmann und Carl Sebastian Hofmann[16]
- Hofmann von Mannfels, Adelstand 1694 für Johann Carl[5]
- Hofmann, rittermäßiger Reichsadelstand Adelstand 1728 für Adam Georg Hofmann, kaiserlicher Oberkriegskommissar[58][60][16]
- Hofmann Adelstand 1761 für Carl Hofmann, hessen-darmstädtischer Oberst[16]
- Hofmann, Reichsadelsbestätigung für Andreas Edler von Hofmann (1698–1780), russischer Postmeister und Rat in Reval[61][62]
- Hofmann, Reichsadelsstand 1762 für Ignatz Hoffmann, Geheimer Reichshofkanzlist;[15] österreichischer Freiherrnstand 1872 für Leopold von Hofmann, k. k. Wirklicher Geheimer Rat[63][64]
- Hofmann, Reichsadelsstand 1770 für Dr. Gottlob Benedict Hofmann, anhaltinischer Hofrat[16][65]
- Hofmann, Reichsadelsstand 1778 für Georg Melchior Hofmann (1688–1781), kaiserlicher Kammergerichtsadvokat und Prokurator in Wetzlar[65][66]
- Hofmann, ungarischer Adelsbrief 1793 für Johann, Franz Xaver, Anton, Andreas und Franz Hofmann[31]
- Hofmann von Donnersberg, erbländisch-österreichischer Adelsstand 1813 für Friedrich Hoffmann, k. k. Artillerie-Hauptmann; österreichischer Freiherrnstand 1879[4][67][68][15][69]
- Hofmann von Aspernburg, österreichischer Adelstand 1822 für Johann Hofmann (1763–1832), k. k. Artillerie-Hauptmann[70][71][72][60][16]
- Hofmann, erbländisch-österreichischer Ritterstand 1822 für Anton Hofmann († 1852), Domherr zu St. Peter in Brünn[16][13]
- Hofmann von Schönhofen, bayerischer Adelstand 1825 von Schönhofen für Carl Franz Hofmann, Besitzer des Gutes Schönhofen[16]
- Hofmann, hessischer Freiherrnstand 1827 für August Conrad Hofmann, hessischer Geheimer Staatsrat,[73][74][75][16]
- Hofmann von Hofmannsthal, österreichischer Adelstand 1835 als Edler von Hofmannthal für Isaak Löw Hofmann; österreichische Prädikatsänderung 1901 zu Hofmann Edler von Rhò für Guido Hofmann Edler von Hofmannsthal, Bankbeamter[76]
- Hofmann, erbländisch-österreichischer Ritterstand 1853[5] oder Adelsstand 1854[16] von Baltenau für Abrecht Hofmann, k. k. Artillerie-Hauptmann
- Hofmann-Chappuis, preußischer Adelstand 1854 für Alfred Friedrich Max von Chappuis, preußischer Hauptmann und Schwiegersohn des preußischen Generalleutnants a. D. Georg Wilhelm von Hofmann des Letzten der 1778 nobilitierten Familie.[67][77][49]
- Hofmann von Wellenhof, erbländisch-österreichischer Adelsstand 1856 von Wellenhof für Georg Hofmann, Vorstand der 12. Abteilung des k. k. Armee-Oberkommandos[16][5]
- Hofmann von Sternhort, österreichischer Adelsstand von Sternhort 1870 für Alfred und Arthur Hofmann[78][79]
- Hofmann, preußischer Adelstand 1882 für Karl Wilhelm Hofmann, erster Staatssekretär im Reichsamt des Innern des Deutschen Kaiserreichs; hessischer Adelstand 1896 für Arnold Hofmann, preußischer Oberst[80][81][49]
- Hofmann, österreichischer Ritterstand 1884 für Dr. med. Eduard Hofmann[82]
- Hofmann, preußischer Adelstand 1890 für Wilhelm Hofmann, Chemiker[70][83]
- Hofmann von Rittenhof, österreichischer Adelstand 1918 mit Edler von Rittenhof für Friedrich Hofmann, k. k. Oberstleutnant[84][85]